# Life (serie de televisión surcoreana)
Life (hangul: 라이프; RR: Raipeu), es una serie de televisión surcoreana transmitida del 23 de julio del 2018 hasta el 11 de septiembre del 2018, a través de JTBC.

## Historia
La serie se centra en la lucha de poder y las historias humanas de los médicos, enfermeros y pacientes que suceden dentro del Hospital Universitario Sangkook.

## Reparto

### Personajes principales
| Actor         | Personaje          | Ocupación                                                                     | Episodios | Duración |
| ------------- | ------------------ | ----------------------------------------------------------------------------- | --------- | -------- |
| Lee Dong-wook | Dr. Ye Jin-woo     | Médico del Departamento de Emergencia                                         | 16        | 2018     |
| Jo Seung-woo  | Dr. Goo Seung-hyo  | Director en Jefe del Hospital                                                 | 16        | 2018     |
| Won Jin-ah    | Dra. Lee No-eul    | Especialista en Pediatría                                                     | 16        | 2018     |
| Yoo Jae-myung | Dr. Joo Kyung-moon | Jefe del Depto. de Cirugía Torácica y Cardiovascular                          | 16        | 2018     |
| Moon So-ri    | Dra. Oh Se-hwa     | Jefa del Departamento de Neurocirugía                                         | 16        | 2018     |
| Lee Kyu-hyung | Dr. Ye Seon-woo    | Juez del Comité de Evaluación del Seguro de Salud / Especialista en Ortopedia | 16        | 2018     |

### Personajes recurrentes[9]
| Actor          | Personaje          | Ocupación                                                       | N.º de episodios | Duración |
| -------------- | ------------------ | --------------------------------------------------------------- | ---------------- | -------- |
| Moon Sung-keun | Dr. Kim Tae-sang   | Doctor                                                          | -                | 2018     |
| Chun Ho-jin    | Dr. Lee Bo-hoon    | Doctor                                                          | -                | 2018     |
| Yeom Hye-ran   | Kang Kyung-ah      | Jefa del Equipo General del Hospital Universitario Sangkook     | -                | 2018     |
| Kim Won-hae    | Dr. Lee Dong-soo   | Jefe del Centro Médico de Emergencia                            | -                | 2018     |
| Tae In-ho      | Sunwoo Chang       | Coordinador del Centro de Trasplantes                           | -                | 2018     |
| Um Hyo-sup     | Dr. Lee Sang-yeop  | Jefe del Centro de Cáncer                                       | -                | 2018     |
| Choi Gwang-il  | Dr. Jang Min-ki    | Jefe del Centro de Trasplantes                                  | -                | 2018     |
| Lee Sang-hee   | Enfra. Kim Eun-ha  | Enfermera del Departamento de Emergencias                       | -                | 2018     |
| Son Min-ji     | Ahn Hyun-i         | Interna del Departamento de Emergencias                         | -                | 2018     |
| Han Min        | Dra. Park Jae-hyuk | Residente del Centro de Emergencias                             | -                | 2018     |
| Jung Hee-tae   | Dr. Seo Ji-yong    | Jefe del Centro de Oftalmología                                 | -                | 2018     |
| Lee Hyun-kyun  | -                  | Oficial de Reestructuración del Hospital Universitario Sangkook | -                | 2018     |
| Kim Do-hyun    | Kang Yoon-mo       | Jefe del Centro de Cirugía Plástica                             | -                | 2018     |
| Park Ji-yeon   | Lee So-jung        | Jefe del Centro de Emergencia                                   | -                | 2018     |
| Woo Mi-hwa     | Kim Jung-hee       | Jefa del Centro de Ginecología                                  | -                | 2018     |
| Choi Yu-hwa    | Choi Seo-hyun      | Reportera                                                       | -                | 2018     |
| Jung Moon-sung | Jo Nam-hyung       | Presidente de "Hwajung Group"                                   | -                | 2018     |
| Kim Jong-soo   | -                  | Padre de Goo Seung Hyo                                          | -                | 2018     |

### Otros personajes
| Actor         | Personaje      | Ocupación                         | N.º de episodios | Duración |
| ------------- | -------------- | --------------------------------- | ---------------- | -------- |
| Yoo In-soo    | -              | Residente de oncología            | -                | 2018     |
| Park Ji-yeon  | -              | -                                 | -                | 2018     |
| Lee Joon-hyuk | Park Jin-young | -                                 | -                | 2018     |
| Nam Ki-ae     | -              | Madre de Jin-woo y Seon-woo       | -                | 2018     |
| Park Min-gwan | Ko Young-jae   | -                                 | -                | 2018     |
| Ahn Eun-jin   | -              | Empleada de la Clínica de Belleza | -                | 2018     |

## Episodios
La serie estuvo conformada por 16 episodios, los cuales fueron emitidos todos los lunes y martes a las 23:00hrs (KST).

### Raitings
| Episodio | Fecha de Emisión         | Promedio de Audiencia | Promedio de Audiencia |
| Episodio | Fecha de Emisión         | AGB Nielsen           | AGB Nielsen           |
| Episodio | Fecha de Emisión         | Escala Nacional       | Seúl                  |
| -------- | ------------------------ | --------------------- | --------------------- |
| 1        | 23 de julio de 2018      | 4.334 %               | 5.232 %               |
| 2        | 24 de julio de 2018      | 4.971 %               | 5.631 %               |
| 3        | 30 de julio de 2018      | 4.601 %               | 5.308 %               |
| 4        | 31 de julio de 2018      | 4.493 %               | 4.906 %               |
| 5        | 6 de agosto de 2018      | 4.328 %               | 5.158 %               |
| 6        | 7 de agosto de 2018      | 4.466 %               | 5.460 %               |
| 7        | 13 de agosto de 2018     | 4.116 %               | 4.906 %               |
| 8        | 14 de agosto de 2018     | 4.591 %               | 5.509 %               |
| 9        | 20 de agosto de 2018     | 4.538 %               | 5.728 %               |
| 10       | 21 de agosto de 2018     | 5.150 %               | 6.353 %               |
| 11       | 27 de agosto de 2018     | 4.532 %               | 5.586 %               |
| 12       | 28 de agosto de 2018     | 5.310 %               | 6.483 %               |
| 13       | 3 de septiembre de 2018  | 4.920 %               | 5.894 %               |
| 14       | 4 de septiembre de 2018  | 5.093 %               | 6.403 %               |
| 15       | 10 de septiembre de 2018 | 4.751 %               | 5.759 %               |
| 16       | 11 de septiembre de 2018 | 5.561 %               | 6.795 %               |
| Promedio | Promedio                 | 4.735 %               | 5.694 %               |
| Especial | Life: The Beginning      | 1.525 %               | 1.7 %                 |

## Música
La primera canción del Soundtrack de la serie fue lanzada el 23 de julio del 2018, lanzada por "Genie Music", la canción contiene letras en coreano e inglés.

### Parte 1
| No. | Intérprete   | Canción | Letra        | Música                                        | Duración |
| --- | ------------ | ------- | ------------ | --------------------------------------------- | -------- |
| 1   | Ha Dong-kyun | "Home"  | Brand Newjiq | Han Kwan-hee, Song Young-min y Park Sang-joon | 3:46     |

### Parte 2
| No. | Intérprete  | Canción           | Letra                             | Música          | Duración |
| --- | ----------- | ----------------- | --------------------------------- | --------------- | -------- |
| 1   | Park So-jin | "Close Your Eyes" | Jeong Jun-ho, March y Kim Ah-reum | Somebody's Tale | 3:32     |

### Parte 3
| No. | Intérprete | Canción   | Letra                                 | Música                  | Duración |
| --- | ---------- | --------- | ------------------------------------- | ----------------------- | -------- |
| 1   | Soyou      | "Silence" | The Name, Choi Sung-il y Min Yeon-jae | The Name y Choi Sung-il | 3:31     |

### Parte 4
| No. | Intérprete              | Canción             | Letra       | Música      | Duración |
| --- | ----------------------- | ------------------- | ----------- | ----------- | -------- |
| 1   | Jeon Woo-sung (de Noel) | "Going Home" (귀가) | Jo Kyu-chan | Jo Kyu-chan | 3:51     |

### Parte 5
| No. | Intérprete | Canción | Letra | Música | Duración |
| --- | ---------- | ------- | ----- | ------ | -------- |
| 1   | ZUWAN      | "By"    | ZUWAN | ZUWAN  | 3:17     |

### Parte 6
| No. | Intérprete      | Canción            | Letra           | Música     | Duración |
| --- | --------------- | ------------------ | --------------- | ---------- | -------- |
| 1   | Jung Seung-hwan | "Fine" (잘 지내요) | Jung Seung-hwan | Lee Jin-ah | 3:43     |

## Premios y nominaciones
| Año  | Categoría                                      | Premio              | Nominado (a)  | Resultado |
| ---- | ---------------------------------------------- | ------------------- | ------------- | --------- |
| 2018 | Mejor actor de reparto                         | 6th APAN Star Award | Yoo Jae-myung | Ganó      |
| 2018 | Top Premio a la excelencia, actor en miniserie | 6th APAN Star Award | Lee Dong-wook | Nominado  |
| 2018 | K-Star Award, Actor                            | 6th APAN Star Award | Lee Dong-wook | Nominado  |
| 2018 | Gran Premio (Daesang)                          | 6th APAN Star Award | Jo Seung-woo  | Nominado  |
| 2018 | Best Writer                                    | 6th APAN Star Award | Lee Soo-yeon  | Ganó      |
| 2018 | Mejor actor (Drama)                            | 2nd Seoul Award     | Jo Seung-woo  | Nominado  |
| 2018 | Mejor actriz de reparto (Drama)                | 2nd Seoul Award     | Moon So-ri    | Ganó      |
| 2018 | Mejor serie                                    | 2nd Seoul Award     | Life          | Nominado  |

## Producción
La dirección estuvo a cargo de Hong Jong-chan e Im Hyun-wook, la serie también contó con el escritor Lee Soo-yeon, mientras que la producción estuvo a cargo de Min Hyun-il y Lee Sung-jin, junto con el productor ejecutivo Oh Hwan-min.
La primera lectura de guion se llevó a cabo el 29 de marzo del 2018.
La serie contó con el apoyo de las compañías de producción "Signal Entertainment Group" y "AM Studio", y fue distribuida por la JTBC y por Netflix.

### Raitings
El 23 de julio del 2018, el drama JTBC emitió su primer episodio y el "Nielsen Corea" registró un 4.3 % de audiencia en todo el país, el cual es un nuevo récord para el estreno de un drama en la cadena de cable JTBC (rompiendo el récord anterior de 4.1 % del primer episodio de la serie "Man to Man").